# Bandeira da Bósnia e Herzegovina
A atual bandeira nacional da Bósnia e Herzegovina foi adotada em 4 de fevereiro de 1998 em substituição de uma outra bandeira que foi usada desde a independência.
A bandeira contém uma lista vertical azul no lado do batente com um triângulo isósceles delimitado por essa lista e pelo topo da bandeira. O resto da bandeira é azul com sete estrelas inteiras, brancas de cinco pontas, e duas meias estrelas no topo e no fundo, dispostas ao longo da hipotenusa do triângulo.
Originalmente, o azul da bandeira era claro, no tom de azul das Nações Unidas, mas foi mudado para um tom mais escuro para corresponder ao da bandeira europeia.
As três pontas do triângulo simbolizam a teoria trinacional da Bósnia (croatas, bosníacos e sérvios). As estrelas, que representam a Europa, têm supostamente um número infinito e portanto prolongam-se para além da bandeira.

## Bandeiras históricas

Herzegovina Ocidental (c. 1760)
Bandeira da revolta bósnia de 1831
Bósnia independente (1878)
Bósnia como parte do Império Austro-Húngaro (1908-1918)
Bandeira da RS da Bósnia e Herzegovina (1946-1991)

### Independência

Bandeira da República da Bósnia e Herzegovina (1991-1998)

Após a independência, em 1991, Bósnia e Herzegovina adoptou uma nova bandeira composta por um escudo azul e faixa branca com flores-de-lis douradas posto sobre um campo branco. Este escudo era utilizado pelos primeiros reis da Bósnia, durante o século XIV. Esta bandeira provocou a ira das comunidades croatas e servias por isso se providenciou a busca de um novo emblema pátrio.
Para eleger a nova bandeira, se apresentaram diversos grupos de propostas. O primeiro grupo deles tinha três propostas. A primeira proposta, chamada "modelo checo", era similar a bandeira do país, mas com cores vermelho, verde e azul representando as três comunidades. A segunda constava de um fundo celeste com um ramo dourado de olivo, representando a paz. Finalmente, a terceira proposta também tinha fundo celeste mas incluía uma figura com a forma do país no centro; mesmo a proposta não especificava a cor do mapa, é provável que tenha sido em branco.

Primeira alternativa do primeiro grupo
Segunda alternativa do primeiro grupo
Terceira alternativa do primeiro grupo

O segundo grupo de propostas destacava a primeira alternativa. A bandeira estaria composta por um desenho diagonal tricolor em branco, azul e vermelho (similar a Bandeira da República do Congo) e em seu centro se localizaria o mapa do país em cor azul (em proporção 1:2) rodeado de 10 estrelas amarelas. A segunda alternativa era similar a anterior, mas incluía 12 estrelas em honra a União Europeia. A terceira alternativa ampliava a faixa central branca, mas o mapa era de cor amarela com borda verde e abaixo ficavam dois ramos de olivo de igual forma que na bandeira das Nações Unidas. O quarto e último desenho tinha o mesmo emblema que o terceiro, mas as faixas eram horizontais, sendo o azul a cor superior, branco a central e vermelho a inferior.

Primeira alternativa do segundo grupo (10 estrelas)
Segunda alternativa do segundo grupo (12 estrelas)

Finalmente, outro grupo foi desenhado pelo diplomata espanhol Carlos Westendorp, o qual continha três desenhos. O primeiro seria a base da atual bandeira, mas com uma cor azul claro, similar à da bandeira da ONU, e com 10 estrelas fixas. O segundo e o terceiro desenho constavam de barras amarelas e claras que se intercalavam sobre o fundo celeste.

Primeira alternativa de Carlos Westendorp
Segunda alternativa de Carlos Westendorp
Terceira alternativa de Carlos Westendorp

A bandeira atual, baseada no primeiro desenho de Carlos Westendorp, foi adotada em 2 de fevereiro de 1998. O desenho seria elegido pelo Alto Comissionado das Nações Unidas, a não ser capaz o parlamento bósnio de encontrar uma solução aceitável por todas as partes. Esta bandeira foi selecionada por não conter nenhuma referência histórica ou de outro tipo ao estado bósnio. A cor, seria trocada por um azul mais escuro, assemelhando-se à bandeira da União Europeia. Finalmente, a bandeira seria oficialmente apresentada durante a cerimônia inaugural dos Jogos de Nagano.

## Divisão administrativa
De acordo com os Acordo de Dayton que puseram fim a Guerra da Bósnia, o estado da Bósnia e Herzegovina estaria composto por duas entidades independentes: a República Sérvia e a Federação da Bósnia e Herzegovina.

Bandeira da Federação da Bósnia e Herzegovina
Bandeira da República Sérvia